# HX005IN
HX005IN (エイチエックスぜろぜろごアイエヌ) は、ネットインデックスによって開発された、ウィルコムによるMVNO・WILLCOM CORE 3G(HSDPA)対応のCFカード型データ通信端末。

## 概要
法人向け端末として、USBタイプ以外の端末としては初のリリースとなった。

## 仕様（テンプレート外）
- 通信速度
  - 受信最大 7.2 Mbps
  - 送信最大 384 kbps
- 対応OS（各日本語版）
  - Windows 2000 Professional Service Pack4 以降
  - Windows XP Home Edition Service Pack1 以降
  - Windows XP Professional Service Pack1 以降
  - Windows Vista （32/64ビット版）
  - Windows 7（32/64ビット版）
- 対応エリア（日本国内）

## 歴史
- 2009年10月1日 - 法人限定で発売開始